# Aroroy

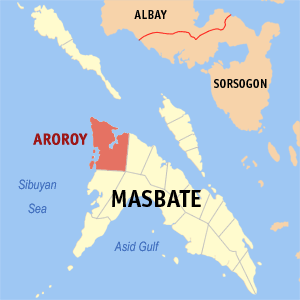
Bản đồ Masbate với vị trí của Aroroy

Aroroy là một đô thị hạng 1 ở tỉnh Masbate, Philippines. Theo điều tra dân số năm 2000 của Philipin, đô thị này có dân số 58.751 người trong 10.736 hộ.

## Barangays
Aroroy được chia ra 41 barangay.
| - Ambolong - Amoroy - Amutag - Baga-uma - Balawing - Balete - Bangon - Cabangcalan - Cabas-An - Calanay - Capsay - Concepcion - Dayhagan - Don Pablo Dela Rosa | - Gumahang - Jaboyoan - Lanang - Luy-a - Macabug - Malubi - Managanaga - Manamoc - Mariposa - Mataba - Matalangtalang - Matongog - Nabongsoran - Pangle | - Panique - Pinanaan - Poblacion - Puro - San Agustin - San Isidro - Sawang - Syndicate - Talabaan - Talib - Tigbao - Tinago - Tinigban - Pudayan - Barbie carmen - Otina |